# Enrico Del Lungo
Enrico Del Lungo (Pisa, 1868 – Firenze, 1942) è stato un militare italiano.

## Biografia
Nato a Pisa nel 1868, dopo il ginnasio entra nell'Accademia militare di Fanteria e Cavalleria di Modena, uscendone, col grado di sottotenente, nel 1887. 
Assegnato agli Alpini, viene destinato al Battaglione "Gemona", del 7º Reggimento Alpini. Qui presta servizio sino a quando, promosso tenente, chiede ed ottiene di essere trasferito all'Arma dei Carabinieri.
In seguito, presta servizio nella Legione di Pavia, prima, e in quella di Firenze, poi, ottenendo la promozione al grado di capitano. Allo scoppio della prima guerra mondiale, promosso maggiore, è mobilitato ed inviato al fronte, dove partecipa alla successiva campagna di guerra, sino alla conclusione del conflitto.
Alla fine del 1920, promosso tenente colonnello, presta servizio a Fiume, con il contingente di Reali Carabinieri inviato a presidiare la città in seguito alle vicende del Natale di sangue, e alla costituzione dello Stato libero di Fiume.
Nel 1921 è poi promosso al grado di colonnello, restando a disposizione del Ministero della Guerra. Due anni dopo, nel 1923, è nominato comandante della Scuola ufficiali carabinieri di Roma. In seguito è trasferito al comando della Legione CCRR di Milano. Vi resta sino al 1926 quando, a domanda, è collocato in aspettativa.
Richiamato in servizio per un breve periodo nei primi Anni Trenta, è poi collocato definitivamente a riposo. Muore a Firenze pochi anni dopo.